# Observatorium Stockholm

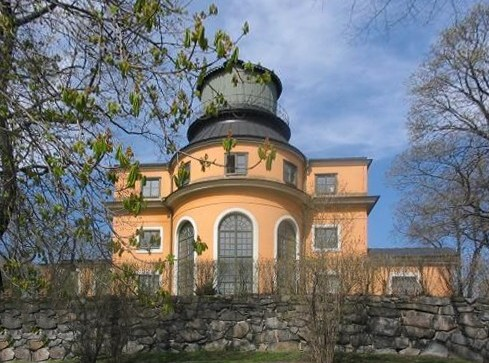
Das alte Stockholmer Observatorium aus dem 18. Jahrhundert

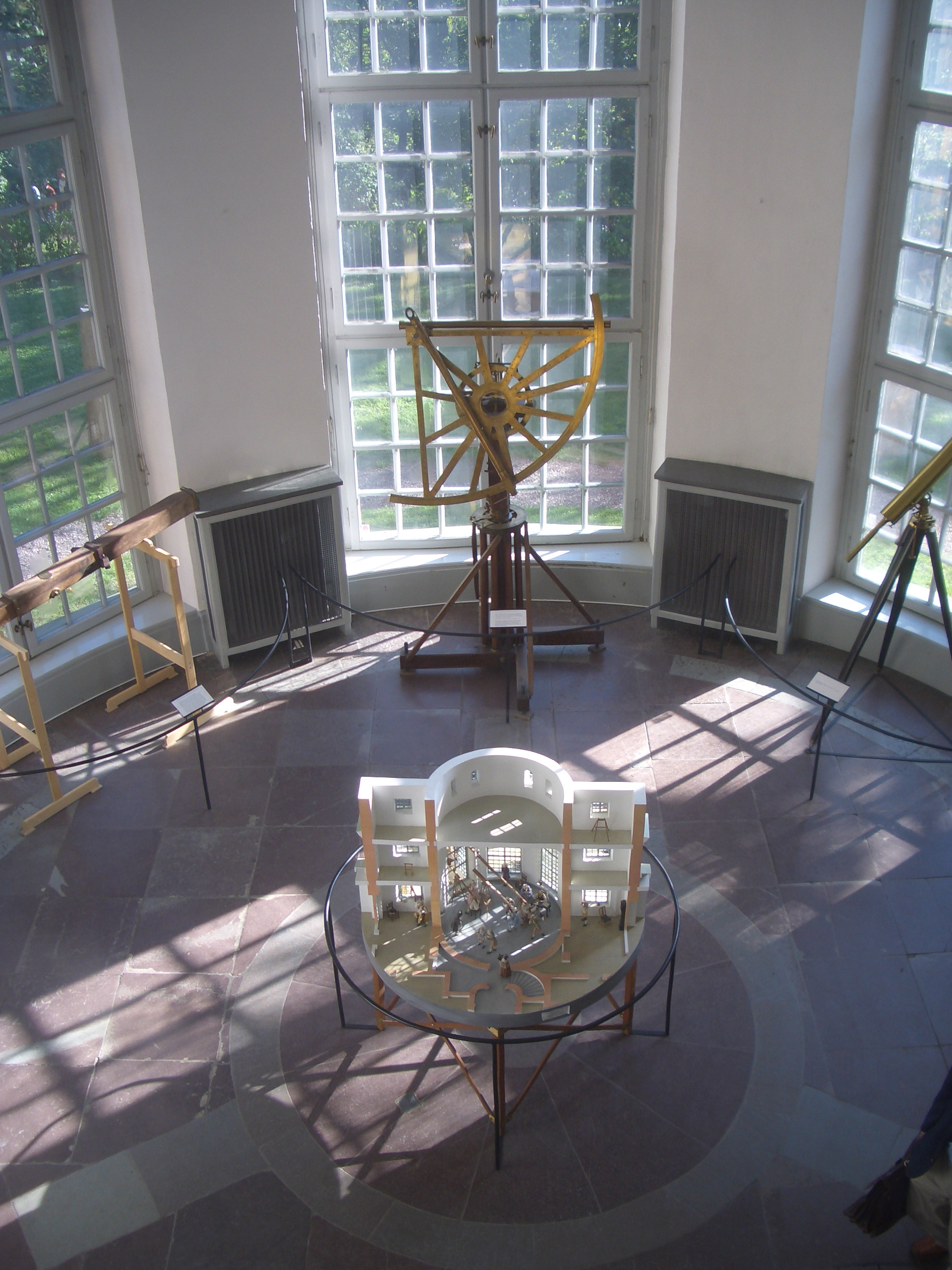
Museum im alten Beobachtungsraum. Er wurde genutzt, bevor die Teleskopkuppel im 19. Jahrhundert gebaut wurde.

Das Observatorium Stockholm (Schwedisch: Stockholms observatorium) ist eine Sternwarte in Stockholm, Schweden. Sie wurde im 18. Jahrhundert gegründet und ist nun Teil der Fakultät für Astronomie der Universität Stockholm.
Das Observatorium wurde durch die Königlich Schwedische Akademie der Wissenschaften durch Initiative ihres Sekretärs Per Elvius dem Jüngeren (1710–1749) errichtet. Gebaut wurde sie nach den Plänen des Architekten Carl Hårleman zwischen 1748 und 1756. Der erste Direktor war Pehr Wilhelm Wargentin, gefolgt u. a. von Hugo Gyldén, Bertil Lindblad und Aina Elvius.
1929 wurde mit dem Bau eines neuen Observatoriums auf Karlsbaderberget in Saltsjöbaden begonnen. Dieses wurde von dem Architekten Axel Anderberg entworfen und 1931 fertiggestellt. Das alte Observatorium wird seitdem als Museum genutzt.
2001 zog die Fakultät in das neu errichtete AlbaNova universitetscentrum am Stockholmer Roslagstull. Seit 2007 befindet sich in der Kuppel des Gebäudes ein neues Observatorium mit einem  Ritchey-Chrétien-Spiegelteleskop von einem Meter Durchmesser.